# Мишел Кручани
Мишел Кручани (собственото име на френски, фамилията на италиански: Michel Cruciani, роден на 4 май 1986 г. в Рим) е италиански футболист . В България познат като състезател на Черноморец (Бургас), играл в отбора през 2011 г.